# Tubothalamea
A Tubothalamea a likacsosházúak csöves kamrájú csoportokból álló kládja, tagjai a porcelánszerű összetapadó Miliolida, az egykristályokat létrehozó összeálló Spirillinida és a kovahéjú Miliamellus legis. SSU rDNS-alapú molekuláris és morfológiai tanulmányok alapján a két többkamrás likacsosházúklád egyike, a másik a Globothalamea.

## Történet
A Miliamellust Saidova és Burmistrova írták le 1978-ban, és eredetileg a Miliolidába helyezték, Resig et al. 1980-ban a Silicoloculinidába  helyeztékSilicoloculina profunda néven, mert szerkezete abban tér el, hogy héjfalvonalai kisebbek, és nem üregesek.
Pawlowski, Holzmann és Tyszka írták le 2013-ban mint a Miliolida, a Spirillinida és az Ammodiscidae kládját, melyek közül utóbbi kettő előbbi testvércsoportja.
A Spirillinatát Mikhalevich 2013-ban „álkétkamrás” csoportként, a Miliolatát egy-, álkét- vagy -többkamrás osztályként írta le.:503, 507
Adl et al. 2019-ben „valószínűleg ide tartozóként” írta le a Fusulinidát, emellett ide sorolta az Ammodiscidaet.

## Morfológia
Kamrái csövesek az életciklus korai szakaszaiban vagy egészében, szélességük hosszuknál kisebb. Egyes korai csoportok két-, származtatott kládjai többkamrásak, előbbiek második kamrája nincs vagy csak kevéssé van részekre osztva. A kamrák tengely menti nyúlásának csökkentéséhez egyes nagy Miliolida-fajok – például az Alveolina vagy a Praealveolina nemzetségben – kis összetett kamrákat hoztak létre rövid csőszerű kamrácskákkal. A héj lehet összetapadt vagy meszes.
Nyílása a kamrák végén van, így a távolság maximalizálva van, és a csővég határozza meg, a csővég pedig új kamra hozzáadásával módosul. A kamrák rövidítése és egy növekedési ciklusban való szám- vagy átmérőnövelésük csökkenti a nyílás távolságát. A Globothalameával szemben az akkréciós héjnövekedést longitudinális mikrotubulusok sorozatával stimulálja. A kamraképzéshez a héjnyílás mozgó referencia. A héj proloculusa gömbölyű, ezt az Ammodiscus, a Spirillina és a Cornuspira esetén planispirálisan elhelyezkedő csöves kamra követi.
A Miliolida véletlenszerűen elrendezett kristályai minden irányban megtörik a fényt, így héja porcelánszerű, és falai általában nem perforáltak, míg a Spirillinida héjában a proloculust feltekert csöves kamra követi, mely lehet osztatlan vagy fordulatonként néhány kamrára bontott, és egykristályt hoz létre. Az Ammodiscidae összetapadt fala gömbölyű proloculusszal rendelkezik, melyet feltekert osztatlan csöves kamra követ terminális nyílással.
A Miliolida vezikulumokat alkotva mineralizálja a kalcittűket a felépített kamra külső falában.
Egyes fajokban, például a Marginopora vertebralisban a szélső és középső kamrácskák mellett gyűrűs átjárók is vannak.
Egyes fajai, például a Sorites orbiculus vagy az Amphisorus hemprichii sejtjei külön csíravonal- és testi magokkal rendelkeznek.

## Összetétel
Kládonként változik a héj összetétele: a Miliolidában magas, a Spirillinidában alacsony magnéziumtartalmú kalcitból van.

## Életmód
Legtöbb faja heterotróf, de például a Miliolida egyes fajai összetett belső szerkezeteikben endoszimbionta algákkal rendelkeznek, így mixotrófok.

## Életciklus
Egyes fajaiban morfológiailag megkülönböztethető a haploid gamonta és a diploid agamonta (dimorf életciklus) – például a Spirillina vivipara kamrairánya a gamonta és agamonta generációkban eltérő –, de sok faj gamontája és agamontája nem különböztethető meg fénymikroszkóppal. A haploid magok genomtartalma az euploiditásba való visszatérésig és a következő generációba való átmenetig nő. Nem ismert, hogy ez teljes genomreplikációval (poliploiditás) vagy különböző részek eltérő sokszorosításával (aneuploiditás) történik. A gamontákban az endoreplikáció kiterjedéséről szóló feltételezések többnyire a gamontamag méretén, a gametogenezis során keletkező sejtek számán és a genomtartalom-becsléseken alapulnak. A legegyértelműbb bizonyíték a gamonta-endoreplikációra a nagy magméretből és abból ered, hogy egy gamonta akár több százezer ivarsejtet is termelhet, de ennek mechanizmusa ismeretlen. Így a nagy haploid magban sok genommásolat lehet a sok ivarsejt termelése alapján, bár egyesek magosztódással (amitózis vagy mitózis) keletkeznek a gametogenezis előtt.
Egyes fajaiban (például Triloculina oblonga) a Monothalameában megfigyelt Zerfallhoz (a magból a gametogenezis elején történő anyagkiszabadulás) hasonló folyamat történhet.

### Nem tipikus életciklusok
A „tipikustól” több eltérő életciklus is ismert likacsosházúakban: a Tubothalamea és a Globothalamea esetén például szkizogónia is előfordul, ami a megaloszférás haploid példányok számát is alátámaszthatja. Tehát a likacsosházúak nemzedékváltakozás nélkül is növelhetik populációjuk méretét. Osztódó citoplazmájuk kemény héjban marad. A Tubothalameában megfigyeltek elevenszülést, ahol teljesen kialakult utód fejlődik a szülő kamrájában. A Tubothalameában ismert a heterokariózis, egyes fajokban megtalálható temporális heterokariózis – a Sorites orbiculusban Leutenegger 1977-ben elektronmikroszkóppal 3 különböző magtípust talált a gametogenezisig: a szomatikussal analóg vegetatív, a feltehetően csíravonalbeli elektronsűrű sejtmag és mikronukleusz is található, ez utóbbi feltehetően fejlődő ivarsejtmag.

## Élőhely
Bentikus.

## Fosszíliák
Paleo- és mezozoikumi fosszíliái ismertek, a legkorábbiak legkésőbb az alsó kambriumból származnak.

## Evolúció
A Globothalameától legkésőbb a neoproterozoikumban vált külön.

## Fordítás
Ez a szócikk részben vagy egészben  a   Tubothalamea című angol Wikipédia-szócikk ezen változatának fordításán alapul.  Az eredeti cikk szerkesztőit annak laptörténete sorolja fel. Ez a jelzés csupán a megfogalmazás eredetét és a szerzői jogokat jelzi, nem szolgál a cikkben szereplő információk forrásmegjelöléseként.